# Андроник Палеолог († 1344 г.)
Андроник Палеолог (на гръцки: Άνδρόνικος Παλαιολόγος; починал през юли 1344 г.) е византийски аристократ и военен командир, активен по време на Византийската гражданска война от 1341 – 47 г.
Андроник е син на Константин Палеолог, управител на Сяр и чичо на император Андроник III Палеолог (управлявал 1328 – 41). Андроник се споменава за първи път на 19 ноември 1341 г., когато по случай коронацията на Йоан V Палеолог той е издигнат за велик стратопедарх. Скоро след това Йоан VI Кантакузин, въвлечен в гражданска война с регентството на малолетния Йоан V, го повишава в протостратор и го назначава за управител на областта Родопи и крепостта Стенимахос. Веднага щом стигнал до своята провинция обаче, Андроник се обявил в подкрепа на регентството в Константинопол. В това той е повлиян от семейните си връзки с един от лидерите на регентството, великия дука Алексий Апокавк, за една от чиито дъщери бил женен. Баща му също прехвърля своята вярност към регентството приблизително по същото време.
През 1343/4 г. Апокавк го изпраща срещу привържениците на Кантакузин в района на Димотика. Докато обсажда крепостта Питион през юли 1344 г., Андроник се удавя в река Марица.

## Цитирани Източници
- ((fr)) Guilland, Rodolphe (1967). Les Protostrator. Recherches sur les institutions byzantines, I. Berlin: Akademie-Verlag, pp. 478-496, архив на оригинала от 16 септември 2023, https://web.archive.org/web/20231009110115/https://ihtika.ru/book/download/guilland-r-recherches-sur-les-institutions-byzantines-i-3-1967-
- ((de)) Trapp, Erich; Beyer, Hans-Veit; Walther, Rainer et al. (2001) [1976–1996]. Prosopographisches Lexikon der Palaiologenzeit, CD-ROM. Wien: Verlag der Österreichischen Akademie der Wissenschaften, ISBN 3-7001-3003-1, https://archive.org/details/ErichTrappProsopographischesLexikonDerPALAIOLOGENZEIT/mode/2up

|  | Тази страница частично или изцяло представлява превод на страницата Andronikos Palaiologos (died 1344) в Уикипедия на английски. Оригиналният текст, както и този превод, са защитени от Лиценза „Криейтив Комънс – Признание – Споделяне на споделеното“, а за съдържание, създадено преди юни 2009 година – от Лиценза за свободна документация на ГНУ. Прегледайте историята на редакциите на оригиналната страница, както и на преводната страница, за да видите списъка на съавторите. ВАЖНО: Този шаблон се отнася единствено до авторските права върху съдържанието на статията. Добавянето му не отменя изискването да се посочват конкретни източници на твърденията, които да бъдат благонадеждни. |